# Imokawa Mukuzō Genkanban no Maki
Imokawa Mukuzō Genkanban no Maki (芋川椋三玄関番の巻 o 芋川椋三玄関番之巻?) es una película perdida que alguna vez se consideró la primera película de animación japonesa realizada. Fue producida por Ōten Shimokawa en 1917 para ser exhibida en un cine, en este caso, en el Asakusa Kinema Kurabu, un teatro en Tokio administrado directamente por la compañía cinematográfica Tenkatsu. Fue precedido por los primeros trabajos de Shimokawa, 凸坊新画帳・名案の失敗 (Dekobō shingachō – Meian no shippai?) y Otogawa Shinzo Gate of the Entrance de enero de 1917.
Este anime fue considerado el más antiguo de la historia hasta el descubrimiento de Katsudō Shashin, un anime anónimo producido en 1907 y encontrado en julio de 2005.

## Producción
En 1916, Tenkatsu o Tennenshoku Katsudō Shashin, comenzó a experimentar con la animación con el artista de manga Ōten Shimokawa. Shimokawa produjo la animación dibujando con una tiza en una pizarra, volviendo a dibujar según sea necesario para crear el efecto de animación. Mukuzo Imokawa era un personaje de manga que Shimokawa usó en su manga.